# Scandal (TV-serie)
Scandal är en amerikansk tv-serie skapad av Shonda Rhimes. Serien hade premiär på ABC den 5 april 2012. Scandal utspelar sig i Washington D.C. och kretsar runt Olivia Pope (spelad av Kerry Washington) och arbetet på krisrådgivningsbyrån Pope & Associates. Tittaren får också följa medarbetarna runt presidenten Fitzgerald Grant (spelad av Tony Goldwyn) i Vita huset. Serien visades i sju säsonger och sista avsnittet sändes 19 april 2018.

## Handling
Serien handlar om Olivia Pope (Kerry Washington) och medarbetarna på hennes byrå Pope & Associates. Byrån erbjuder rådgivning inom krishantering till USA:s maktelit. Innan Olivia Pope startade byrån jobbade hon med kommunikation i Vita huset. Parallellt med berättelsen om olika fall som byrån tar sig an fokuserar också berättelsen runt Olivia Popes relation med sin tidigare arbetsgivare, den amerikanske presidenten Fitzgerald Grant (Tony Goldwyn).

## Rollista i urval
- Kerry Washington – Olivia Pope
- Darby Stanchfield – Abby Whelan
- Katie Lowes – Quinn Perkins
- Guillermo Díaz – Huck Finn
- Jeff Perry – Cyrus Beene
- Tony Goldwyn – Fitzgerald Grant
- Joshua Malina – David Rosen
- Bellamy Young – Mellie Grant
- Scott Foley – Jake Ballard
- Henry Ian Cusick – Stephen Finch
- Columbus Short – Harrison Wright
- Joe Morton – Rowan Eli Pope
- Portia de Rossi – Elizabeth North
- Cornelius Smith Jr. – Marcus Walker
- George Newbern – Charlie

### Biroller
- Liza Weil – Amanda Tanner
- Leslie Grossman – Lisa
- Matt Letscher – Billy Chambers
- Brendan Hines – Gideon Wallace
- Dan Bucatinsky – James Novak
- Kate McGregor-Stewart – Mary
- Kate Burton – Sally Langston
- Brian Letscher – Tom
- Stoney Westmoreland – Hal Rimbeau
- Brenda Song – Alissa
- Samantha Sloyan – Jeannine
- Shannon Cochran – Susan Sawyer
- Gregg Henry – Hollis Doyle
- Wendy Davis – Kimberly Mitchell
- Debra Mooney – Verna Thornton
- Sam McMurray – Pat Wexler
- Steven W. Bailey – Noah Elliot
- Norm Lewis – Edison Davis
- Susan Pourfar – Becky Flynn
- Tom Amandes – Samuel Reston
- Kurt Fuller – Grayden Osborne
- Jack Coleman – Daniel Douglas Langston
- Khandi Alexander – Maya Lewis/Marie Wallace
- Nazanin Boniadi – Adnan Salif
- Lisa Kudrow – Josephine Marcus
- Eben Ham – Tanner Shaw
- Paul Adelstein – Leo Bergen